# Aristote et ses potes
Aristote et ses potes (néerlandais: Roel en zijn beestenboel) est une série de bande dessinée néerlandaise humoristique de Gerrit de Jager.

## Synopsis
Aristote est un humain, il a pour ami des animaux (bouc, vache, poule, cochon, canard). Il a loué une maison pour monter un restaurant végétarien avec ses amis. Mais le propriétaire n'accepte pas les animaux domestiques.

## Personnages
- Aristote est le héros de la série. C'est un humain, il dirige un restaurant végétarien.
- Ben, le bouc, s'occupe du vestiaire avant de trouver des tas d'idées farfelues pour faire prospérer le restaurant. Sa sœur lui confie ses sept neveux (Bob, Don, Ed, Fred, Paul, Tim et Tom) juste avant de disparaître.
- Georges, le cochon, est le maître d'hôtel et aussi le compagnon de Gisquette.
- Emmy, la vache, est serveuse.
- Gisquette, la poule, est chef de plonge et la compagne de Georges.
- Ronald, le canard, est sous-chef de plonge.
- Le proprio et sa femme n'acceptent pas les animaux de compagnie dans leur immeuble et tentent vainement de les expulser. Généralement, Ben ou ses neveux effraient le proprio avant même que ce dernier n'ait pu placer un mot.
- Julio le taureau travaille dans les arènes espagnoles pendant la saison; hors-saison il donne un coup de main au restaurant. Devient fou dès qu'il voit quelque chose de rouge.
- L’inspecteur du Guide Michelin, représenté sous les traits de Bibendum.

## Publication

### Albums
- 1986 : Service compris
- 1987 : Le cas chat
- 1989 : Fast food
- 1991 : TGV
- 1991 : Bon appétit
- 1992 : Sept petits diables
- 1993 : Incognito
- 1994 : Aristote et ses potes se mettent au vert
- 1995 : C'est l'enfer
- 1996 : De wolf en de zeven bokkies (uniquement édité en néerlandais)

### Revues
La série a été publiée régulièrement dans le journal Spirou entre 1985 et 1994.
Une rubrique du nom de Mets et gourmets, où Aristote essayait de présenter ses recettes de cuisine, a longtemps été publiée dans le Journal de Spirou en même temps que la série.